# Tipula fulvipennis
Tipula fulvipennis är en tvåvingeart som beskrevs av De Geer 1776. Tipula fulvipennis ingår i släktet Tipula och familjen storharkrankar. Arten är reproducerande i Sverige. Inga underarter finns listade i Catalogue of Life.

## Bildgalleri

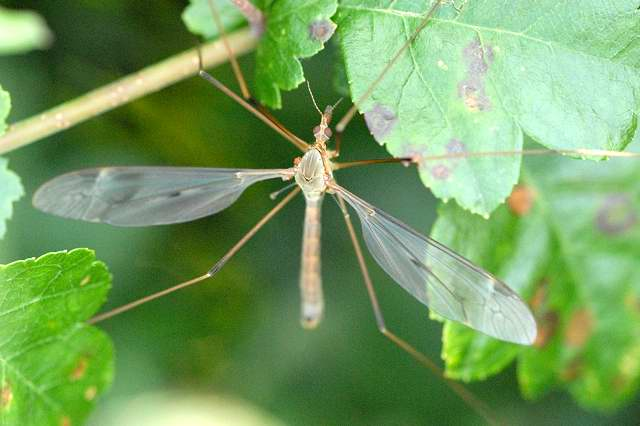
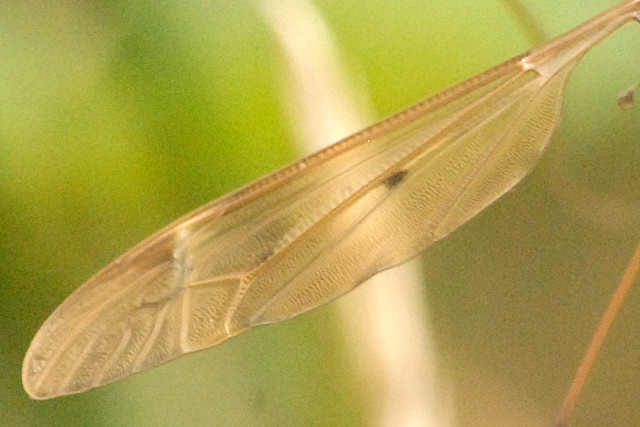